# Fort Getty
Fort Getty est un parc de la ville de Jamestown, Rhode Island, situé sur l'Île Conanicut dans la Baie de Narragansett, au nord-est des États-Unis. De 1900 à la Seconde Guerre mondiale, le site est un fort militaire. La ville de Jamestown en a reçu plus tard la propriété et l'a converti en parc, principalement en terrain de camping,.

## Histoire

### Construction
La construction de fort Getty commence en 1901, afin de défendre le passage ouest de la baie de Narragansett dans le cadre des défenses côtières de la baie (rebaptisées Harbour Defences en 1925). Le fort est nommé en l'honneur du colonel George Washington Getty qui a participé à la guerre américano-mexicaine et à la Guerre de Sécession.

### Batteries
Les trois batteries d'artillerie du fort sont achevées en 1905 mais, pour une raison quelconque, ne sont homologuées qu'en 1910. La batterie Tousard comportait trois canons M1900 de 12 pouces (305 mm), la Battery House avait deux canons M1900 de 6 pouces (152 mm), et la Battery Whiting deux canons M1903 de 3 pouces (76 mm).
La batterie Tousard porte le nom de Louis de Tousard (en), un ingénieur et officier d'artillerie impliqué dans les premières fortifications américaines. Battery House est nommée en l'honneur du major-général James House, qui commandait Fort Wolcott à Newport en 1811. La batterie Whiting porte le nom de Levi Whiting, un officier d'artillerie de la guerre de 1812,.
Fort Getty remplit une fonction de surveillance après son achèvement, mais devient une garnison pendant la Première Guerre mondiale, dépendant de Fort Greble (en).

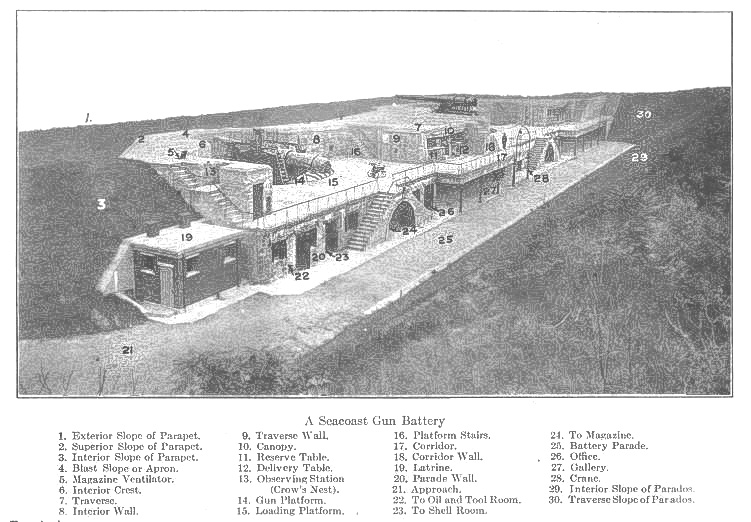
Une batterie de défense côtière américaine avec deux canons sur des chariots, semblable à la batterie de canons de 12 pouces de Fort Getty.
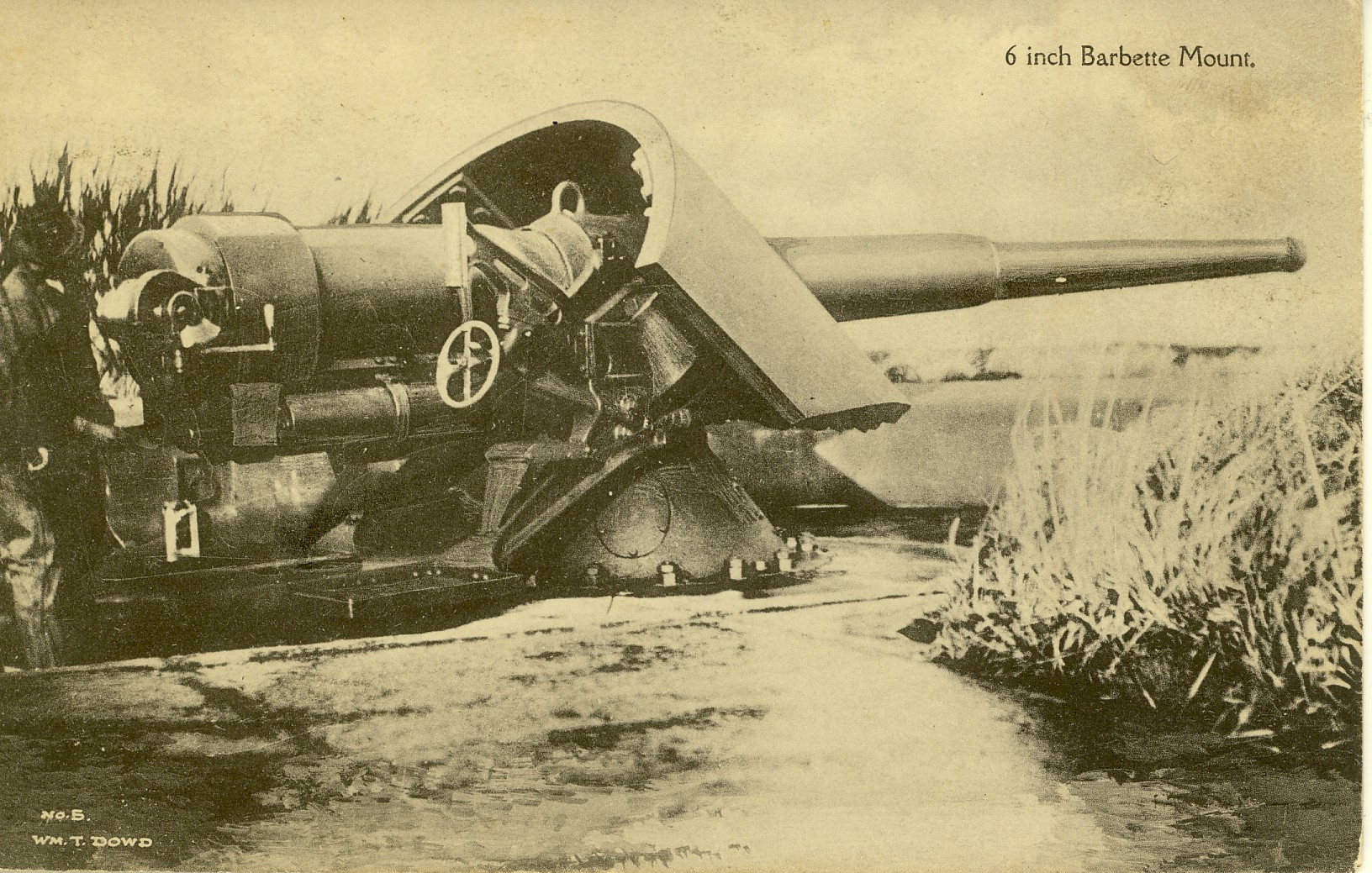
Canon de 6 pouces M1900 sur un affût  M1900, probablement à Fort Getty.
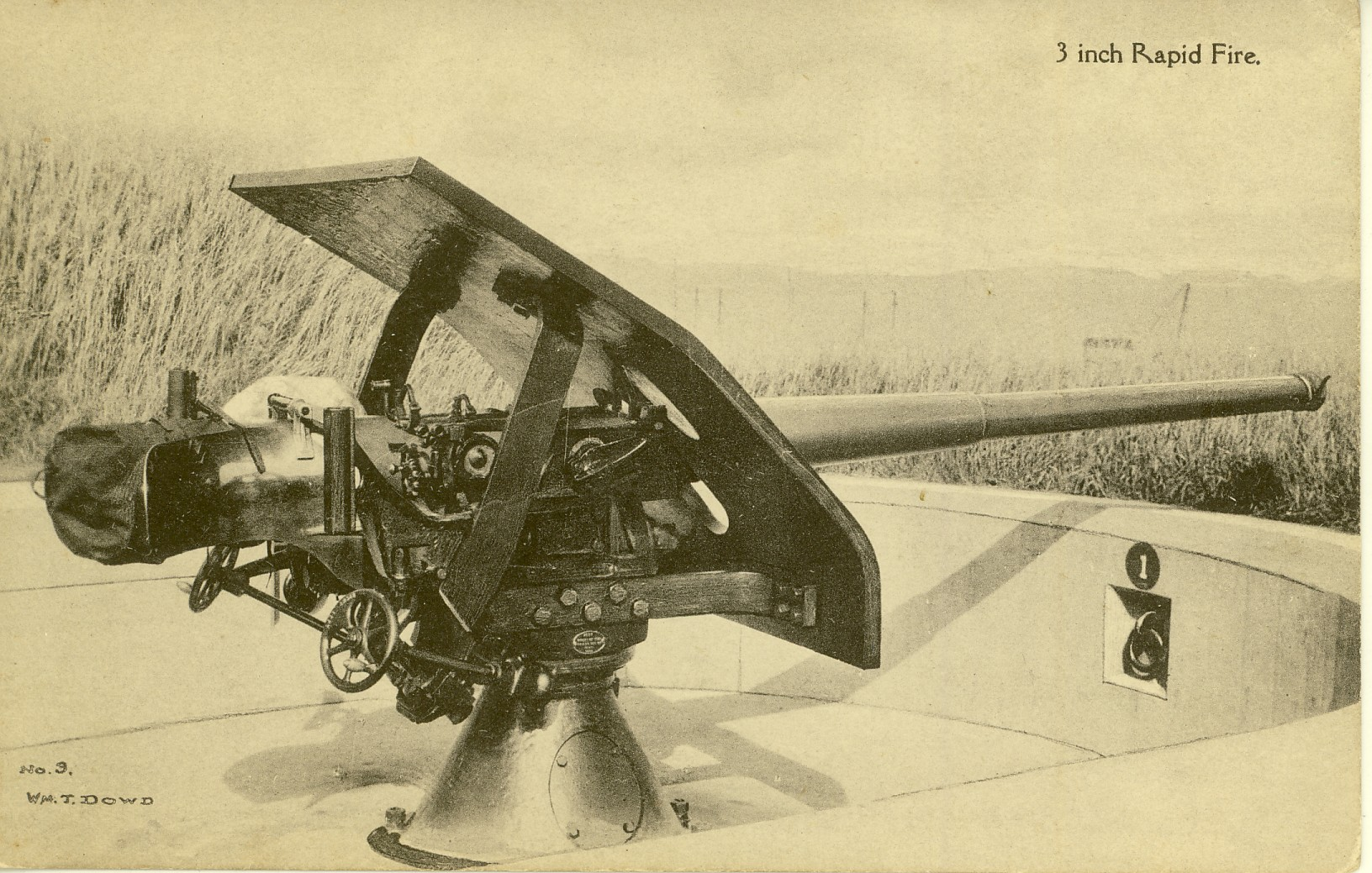
Canon de défense contre les mines M1903 de 3 pouces, probablement à Fort Getty.

### Démantèlement
Au début de la Seconde Guerre mondiale, le fort est relégué au second plan par de nouvelles défenses à Fort Church (en) et Fort Greene (en). En 1942, les canons de 12 pouces sont mis au rebut, ceux de 6 pouces de Battery House sont transférés à Fort Varnum (en) et les canons de 3 pouces de Battery Whiting vont à Fort Burnside (en). Le fort devient un camp de prisonniers de guerre pour les prisonniers allemands. Cependant, en 1943, on installe une nouvelle batterie anti-torpilleur AMTB 922 de quatre canons de 90 mm.
En 1948, le fort est démantelé, comme le sont alors presque toutes les défenses côtières américaines,.